# Waldemar Becké

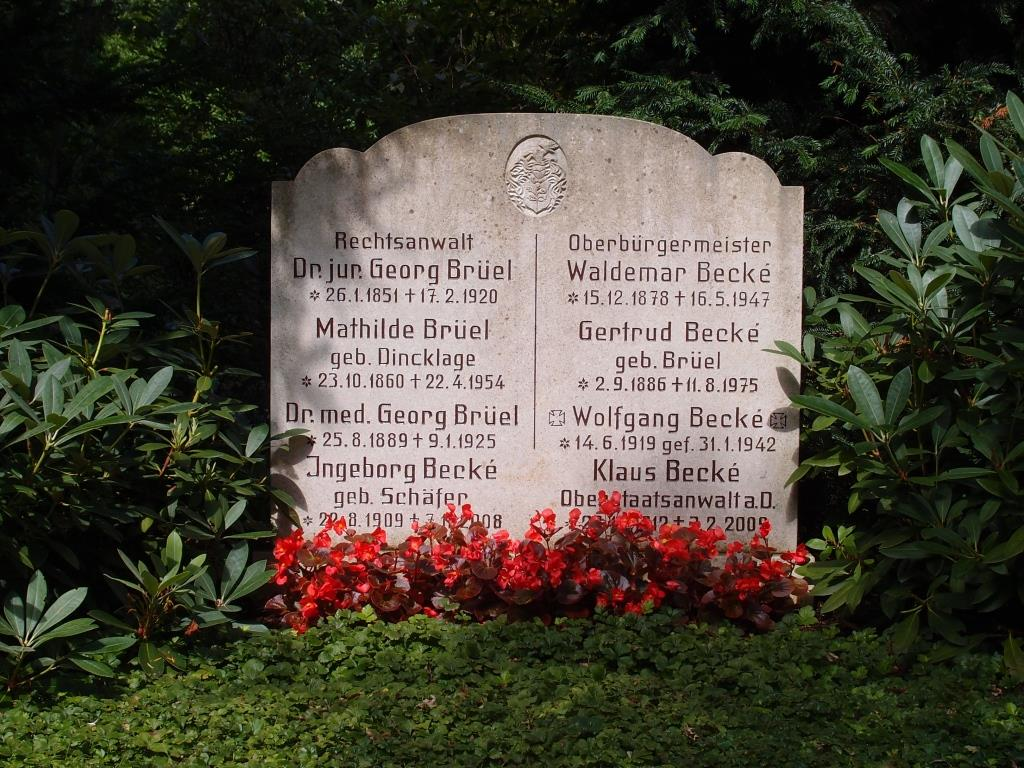
Grab von Waldemar Becké auf dem Wulsdorfer Friedhof

Waldemar Becké (* 15. Dezember 1878 in Harburg (Elbe); † 16. Mai 1947 in Bremerhaven) war ein deutscher Politiker, Stadtdirektor und Oberbürgermeister von Bremerhaven.

## Biografie
Becké war der Sohn des Eisenbahndirektors Albert Becké im damals preußischen Harburg (heute Stadtteil von Hamburg). Er studierte in Leipzig und Göttingen Jura. In Leipzig wurde er dabei Mitglied der Universitätssängerschaft zu St. Pauli (Deutsche Sängerschaft). Ab 1907 war bei der preußischen Justiz und dann bei der Stadtverwaltung in Hannover beschäftigt. Schon 1908 nahm er als Ratsassessor seine Tätigkeit in der Stadtverwaltung von Bremerhaven auf. 1909 war er Stadtsyndicus, 1911 Stadtrat, 1912 bremischer Amtmann in Bremerhaven und 1913 Stadtdirektor.
1912 heiratete er Gertrud Brüel, die Urenkelin des Hafenbaudirektors Jacobus Johannes van Ronzelen.
Nach seinem Militärdienst im Ersten Weltkrieg war er Stadtdirektor in Bremerhaven. Becké und der vom Arbeiter- und Soldatenrat gebildete Ausschuß für Kommunal-Angelegenheiten forderten im November 1918 die Schaffung einer einheitlichen Unterweserstadt, um die „für die Arbeiterkreise der Einwohnerschaft fühlbaren Schäden und Mängel, die aus der staatlichen und kommunalen Trennung des Wirtschaftsgebietes am rechten Weserufer herrühren“ beheben zu können. Er forderte 1919 in einer von der Stadtverordnetenversammlung genehmigten Denkschrift „die völlige politische Vereinigung der drei Städte [gemeint sind Bremerhaven, Lehe und Geestemünde] mit ihren unmittelbar angrenzenden Bezirken der Gemeinden Wulsdorf, Schiffdorf, Langen und Imsum“. Die Denkschrift fand in Bremen, Preußen und dem Reich Beachtung. Die Verhandlungen scheiterten jedoch 1919 am Widerstand von Geestemünde, das nicht bremisch werden wollte.
1923 wurde er zum Oberbürgermeister der Stadt gewählt. Er engagierte sich für die Hochseefischerei, die erste Stadthalle an der Geeste, die Tiergrotten, das Schullandheim in Barkhausen (Bad Essen), den sozialen Wohnungsbau und das Stadttheater Bremerhaven.
Die Nationalsozialisten entließen Becké und setzten Julius Lorenzen (NSDAP) an seine Stelle. Becké musste Bremerhaven verlassen. Nach dem Zweiten Weltkrieg kehrte er schwer krank nach Bremerhaven zurück. Bemühungen ihn erneut zum Oberbürgermeister zu wählen scheiterten an seiner Krankheit. Er starb im Mai 1947 und wurde auf dem Bremerhavener Friedhof in Wulsdorf beigesetzt.
Der Waldemar-Becké-Platz in Bremerhaven trägt seinen Namen. Die fortschrittlich gestaltete Bebauung am Platz und an der Scharnhorststraße von 1928 entstand durch die heutige Städtische Wohnungsgesellschaft (STÄWOG) auch auf Initiative von Becké.